# Nora Kelly
Pour les articles homonymes, voir Kelly.
Nora Kelly, née le 29 août 1945 à Paterson, dans l'État du New Jersey, est une femme de lettres canadienne d'origine américaine, auteure de roman policier.

## Biographie
Elle grandit au New Jersey et à New York, passant ses vacances estivales à Cape Cod. Elle déménage en Colombie-Britannique à la fin des années 1960 pour entreprendre des études universitaires. Elle obtient en 1972 un baccalauréat de l'Université de la Colombie-Britannique et, en 1979, un doctorat en histoire de l'Université Simon Fraser. Entre-temps, elle étudie également à l'Université de Cambridge, en Angleterre. Après ses études, elle s'installe à Vancouver et devient professeur d'histoire à l'Université Simon Fraser.
En 1984, elle publie son premier roman, In the Shadow of King's, premier volume d'une série mettant en scène Gillian Adams, une historienne de Vancouver qui plaque tout pour suivre son amoureux, un policier de Londres, qu'elle va aider avec succès dans ses enquêtes criminelles. Avec le quatrième roman de cette série, Old Wounds, paru en 1998, elle est lauréate du prix Arthur-Ellis 1999 du meilleur roman.

## Œuvre

### Romans

#### SérieGillian Adams
- In the Shadow of King's (1984)
- My Sister's Keeper (1992)
- Bad Chemistry (1993)
- Old Wounds (1998)
- Hot Pursuit (2002)

## Prix et distinctions

### Prix
- Prix Arthur-Ellis 1999 du meilleur roman pour Old Wounds[1]

### Nomination
- Prix Arthur-Ellis 2003 du meilleur roman pour Hot Pursuit[1]